# AFC Ajax in het seizoen 2018/19 (mannen)
In het seizoen 2018/19 kwam Ajax uit in de Eredivisie, de KNVB Beker en de Champions League.
Dankzij de tweede plaats in het vorige seizoen van de Eredivisie stroomde Ajax dit seizoen in in de tweede kwalificatieronde van de Champions League. Doordat het vervolgens de hele kwalificatiecyclus van drie ronden won, deed Ajax voor het eerst sinds 2014/15 weer mee aan het hoofdtoernooi van de Champions League. Voor het eerst sinds het seizoen 2005-06 wist het ook weer de knock-outfase van dat toernooi te bereiken. Vervolgens wist het door zeges op respectievelijk drievoudig regerend kampioen Real Madrid en Juventus voor het eerst sinds seizoen 1996/97 tot de halve finale te reiken. Daarin werd in extremis verloren van Tottenham Hotspur.

In eigen land won Ajax met 86 punten voor de 34e keer het landskampioenschap, en daarnaast won het zijn 19e KNVB Beker door in de finale met 4 – 0 te winnen van Willem II. Daarmee won Ajax voor het eerst sinds seizoen 2001/02 weer de nationale dubbel, iets wat na 2005 geen enkele club meer gelukt was.

Met 28 doelpunten werd Dušan Tadić gedeeld topscorer van de Eredivisie. Matthijs de Ligt werd winnaar van de gouden schoen. Frenkie de Jong werd zijn opvolger als winnaar van de Johan Cruijff Prijs, de prijs voor de meest talentvolle speler in het Nederlandse voetbal.

## Selectie
| Nummer          | Nationaliteit         | Naam                   | Contract tot | Geboortedatum     | Vorige club (land)              | Officiële debuut                          | Eerste officiële doelpunt               |
| --------------- | --------------------- | ---------------------- | ------------ | ----------------- | ------------------------------- | ----------------------------------------- | --------------------------------------- |
| Doelverdediging |                       |                        |              |                   |                                 |                                           |                                         |
| 24              | Vlag van Kameroen     | André Onana            | 30 juni 2021 | 2 april 1996      | FC Barcelona (Spanje)           | 21 augustus 2016 (Ajax – Willem II)       |                                         |
| 28              | Vlag van Portugal     | Bruno Varela           | 30 juni 2019 | 4 november 1994   | SL Benfica (Portugal)           |                                           |                                         |
| 26              | Vlag van Griekenland  | Kostas Lamprou         | 30 juni 2019 | 18 september 1991 | Willem II (Nederland)           | 25 oktober 2017 (ASV De Dijk – Ajax)      |                                         |
| 33              | Vlag van Kroatië      | Dominik Kotarski       | 30 juni 2023 | 10 februari 2000  | Dinamo Zagreb (Kroatië)         |                                           |                                         |
| Verdediging     |                       |                        |              |                   |                                 |                                           |                                         |
| 2               | Vlag van Denemarken   | Rasmus Kristensen      | 30 juni 2022 | 11 juli 1997      | FC Midtjylland (Denemarken)     | 7 februari 2018 (Roda JC – Ajax)          | 5 mei 2019 (Willem II – Ajax)           |
| 3               | Vlag van Nederland    | Joël Veltman           | 30 juni 2020 | 15 januari 1992   | Jeugdopleiding Ajax (Nederland) | 12 augustus 2012 (N.E.C. – Ajax)          | 2 maart 2014 (Feyenoord – Ajax)         |
| 4               | Vlag van Nederland    | Matthijs de Ligt       | 30 juni 2021 | 12 augustus 1999  | Jeugdopleiding Ajax (Nederland) | 21 september 2016 (Ajax – Willem II)      | 21 september 2016 (Ajax – Willem II)    |
| 12              | /                     | Noussair Mazraoui      | 30 juni 2022 | 14 november 1997  | Jeugdopleiding Ajax (Nederland) | 4 februari 2018 Ajax – NAC Breda          | 2 oktober 2018 (Bayern München – Ajax)  |
| 16              | Vlag van Argentinië   | Lisandro Magallán      | 30 juni 2023 | 27 september 1993 | CA Boca Juniors (Argentinië)    | 27 Januari 2019 (Feyenoord – Ajax)        |                                         |
| 17              | Vlag van Nederland    | Daley Blind            | 30 juni 2022 | 9 maart 1990      | Manchester United (Engeland)    | 7 december 2008 (FC Volendam – Ajax)      | 10 februari 2013 (Ajax – Roda JC)       |
| 27              | Vlag van Nederland    | Perr Schuurs           | 30 juni 2022 | 26 november 1999  | Fortuna Sittard (Nederland)     | 26 september 2018 (HVV Te Werve – Ajax)   | 26 september 2018 (HVV Te Werve – Ajax) |
| 31              | Vlag van Argentinië   | Nicolás Tagliafico     | 30 juni 2022 | 31 augustus 1992  | CA Independiente (Argentinië)   | 21 januari 2018 (Ajax – Feyenoord)        | 11 maart 2018 (Ajax – sc Heerenveen)    |
| 35              | Vlag van Nederland    | Mitchel Bakker         | 30 juni 2019 | 20 juni 2000      | Jeugdopleiding Ajax (Nederland) | 26 september 2018 (HVV Te Werve – Ajax)   |                                         |
| Middenveld      |                       |                        |              |                   |                                 |                                           |                                         |
| 6               | Vlag van Nederland    | Donny van de Beek      | 30 juni 2022 | 18 april 1997     | Jeugdopleiding Ajax (Nederland) | 26 november 2015 (Celtic – Ajax)          | 10 december 2015 (Ajax – Molde)         |
| 8               | Vlag van Nederland    | Daley Sinkgraven       | 30 juni 2020 | 4 juli 1995       | sc Heerenveen (Nederland)       | 5 februari 2015 (Ajax – AZ)               | 7 augustus 2016 (Sparta – Ajax)         |
| 15              | Vlag van Nederland    | Carel Eiting           | 30 juni 2022 | 11 februari 1998  | Jeugdopleiding Ajax (Nederland) | 26 oktober 2016 (Kozakken Boys – Ajax)    |                                         |
| 19              | /                     | Zakaria Labyad         | 30 juni 2022 | 9 maart 1993      | FC Utrecht (Nederland)          | 7 augustus 2018 (Standard Luik – Ajax)    | 26 september 2018 (HVV Te Werve – Ajax) |
| 20              | Vlag van Denemarken   | Lasse Schöne           | 30 juni 2020 | 27 mei 1986       | N.E.C. (Nederland)              | 5 augustus 2012 (PSV – Ajax)              | 15 september 2012 (Ajax – RKC Waalwijk) |
| 21              | Vlag van Nederland    | Frenkie de Jong        | 30 juni 2022 | 12 mei 1997       | Willem II (Nederland)           | 21 september 2016 (Ajax – Willem II)      | 7 mei 2017 (Ajax – Go Ahead Eagles)     |
| 22              | /                     | Hakim Ziyech           | 30 juni 2021 | 19 maart 1993     | FC Twente (Nederland)           | 11 september 2016 (Ajax – Vitesse)        | 21 september 2016 (Ajax – Willem II)    |
| 30              | Vlag van Nederland    | Dani de Wit            | 30 juni 2020 | 28 januari 1998   | Jeugdopleiding Ajax (Nederland) | 25 februari 2018 (Ajax – ADO Den Haag)    |                                         |
| 38              | Vlag van Nederland    | Ryan Gravenberch       | 30 juni 2021 | 16 mei 2002       | Jeugdopleiding Ajax (Nederland) | 23 september 2018 (PSV – Ajax)            | 26 september 2018 (HVV Te Werve – Ajax) |
| 40              | Vlag van Nederland    | Jurgen Ekkelenkamp     | 30 juni 2020 | 5 april 2000      | Jeugdopleiding Ajax (Nederland) | 19 april 2018 (Ajax – VVV Venlo)          | 26 september 2018 (HVV Te Werve – Ajax) |
| Aanval          |                       |                        |              |                   |                                 |                                           |                                         |
| 18              | Vlag van Burkina Faso | Boureima Hassane Bandé | 30 juni 2021 | 30 oktober 1998   | KV Mechelen (België)            |                                           |                                         |
| 7               | Vlag van Brazilië     | David Neres            | 30 juni 2021 | 3 maart 1997      | São Paulo (Brazilië)            | 26 februari 2017 (Ajax – Heracles Almelo) | 2 april 2017 (Ajax – Feyenoord)         |
| 9               | Vlag van Nederland    | Klaas-Jan Huntelaar    | 30 juni 2020 | 12 augustus 1983  | Schalke 04 (Duitsland)          | 15 januari 2006 (Ajax – N.E.C.)           | 5 februari 2006 (Feyenoord – Ajax)      |
| 10              | Vlag van Servië       | Dušan Tadić            | 30 juni 2022 | 20 november 1988  | Southampton FC (Engeland)       | 25 juli 2018 (Ajax – Sturm Graz)          | 2 augustus 2018 (Sturm Graz – Ajax)     |
| 18              | Vlag van Burkina Faso | Lassina Traoré         | 30 juni 2022 | 12 januari 2001   | Ajax Cape Town (Zuid- Afrika)   | 12 mei 2019 (Ajax – FC Utrecht)           |                                         |
| 25              | Vlag van Denemarken   | Kasper Dolberg         | 30 juni 2021 | 6 oktober 1997    | Silkeborg IF (Denemarken)       | 26 juli 2016 (Ajax – PAOK Saloniki)       | 26 juli 2016 (Ajax – PAOK Saloniki)     |
| 32              | Vlag van Tsjechië     | Václav Černý           | 30 juni 2020 | 17 oktober 1997   | Jeugdopleiding Ajax (Nederland) | 15 augustus 2015 (Ajax – Willem II)       | 26 november 2015 (Celtic – Ajax)        |
| 37              | Vlag van Nederland    | Noa Lang               | 30 juni 2021 | 17 juni 1999      | Jeugdopleiding Ajax (Nederland) | 26 september 2018 (HVV Te Werve – Ajax)   |                                         |

Laatst bijgewerkt: 23 augustus 2018

Bron: A-selectie van Ajax

## Transfers
Voor recente transfers bekijk: Lijst van Eredivisie transfers zomer 2018/19

Voor recente transfers bekijk: Lijst van Eredivisie transfers winter 2018/19
| Aangetrokken \| \| Naam \| Positie \| Oude club \| Land \| Periode \| Transfersom \| \| \| Transfers \| Transfers \| Transfers \| Transfers \| Transfers \| Transfers \| \| - \| ---------------------- \| ------------ \| ----------------- \| ------------ \| --------- \| ----------------- \| \| \| Boureima Hassane Bandé \| Aanvaller \| KV Mechelen \| België \| Zomer \| € 8.250.000 \| \| / \| Zakaria Labyad \| Middenvelder \| FC Utrecht \| Nederland \| Zomer \| € 6.000.000 \| \| \| Dušan Tadić \| Middenvelder \| Southampton FC \| Servië \| Zomer \| € 11.400.000 \| \| \| Daley Blind \| Verdediger \| Manchester United \| Nederland \| Zomer \| € 16.000.000 \| \| \| Lisandro Magallán \| Verdediger \| CA Boca Juniors \| Argentinië \| Winter \| € 9.000.000 \| \| \| Lassina Traoré \| Aanvaller \| Ajax Cape Town \| Burkina Faso \| Winter \| Transfervrij \| \| \| \| \| \| \| \| \| \| \| Was verhuurd \| \| \| \| \| \| \| \| Perr Schuurs \| Verdediger \| Fortuna Sittard \| Nederland \| Winter \| Terug van verhuur \| \| / \| Zakaria El Azzouzi \| Aanvaller \| SBV Excelsior \| Nederland \| Zomer \| \| \| \| Leeroy Owusu \| Verdediger \| Almere City FC \| Nederland \| Zomer \| \| |                        |              |                   |              |         |                   |
| | Naam                   | Positie      | Oude club         | Land         | Periode | Transfersom       |
| | Transfers              |              |                   |              |         |                   |
| Vlag van Burkina Faso | Boureima Hassane Bandé | Aanvaller    | KV Mechelen       | België       | Zomer   | € 8.250.000       |
| / | Zakaria Labyad         | Middenvelder | FC Utrecht        | Nederland    | Zomer   | € 6.000.000       |
| Vlag van Servië | Dušan Tadić            | Middenvelder | Southampton FC    | Servië       | Zomer   | € 11.400.000      |
| Vlag van Nederland | Daley Blind            | Verdediger   | Manchester United | Nederland    | Zomer   | € 16.000.000      |
| Vlag van Argentinië | Lisandro Magallán      | Verdediger   | CA Boca Juniors   | Argentinië   | Winter  | € 9.000.000       |
| Vlag van Burkina Faso | Lassina Traoré         | Aanvaller    | Ajax Cape Town    | Burkina Faso | Winter  | Transfervrij      |
| |                        |              |                   |              |         |                   |
| | Was verhuurd           |              |                   |              |         |                   |
| Vlag van Nederland | Perr Schuurs           | Verdediger   | Fortuna Sittard   | Nederland    | Winter  | Terug van verhuur |
| / | Zakaria El Azzouzi     | Aanvaller    | SBV Excelsior     | Nederland    | Zomer   |                   |
| Vlag van Nederland | Leeroy Owusu           | Verdediger   | Almere City FC    | Nederland    | Zomer   |                   |

| Vertrokken \| \| Naam \| Positie \| Nieuwe club \| Land \| Periode \| Transfersom \| \| \| Transfers \| Transfers \| Transfers \| Transfers \| Transfers \| Transfers \| \| - \| -------------------- \| ------------ \| ----------------- \| ----------- \| --------- \| -------------------------- \| \| \| Peter Leeuwenburgh \| Doelman \| Cape Town City FC \| Zuid-Afrika \| Zomer \| Transfervrij \| \| \| Norbert Alblas \| Doelman \| N.E.C. \| Nederland \| Zomer \| Transfervrij \| \| \| Nick Viergever \| Verdediger \| PSV \| Nederland \| Zomer \| Transfervrij \| \| \| Mauro Savastano \| Verdediger \| AZ \| Nederland \| Zomer \| Transfervrij, was verhuurd \| \| \| Mitchell Dijks \| Verdediger \| Bologna \| Italië \| Zomer \| Transfervrij \| \| \| Deyovaisio Zeefuik \| Verdediger \| FC Groningen \| Nederland \| Zomer \| Transfervrij, was verhuurd \| \| / \| Terry Lartey-Sanniez \| Verdediger \| N.E.C. \| Nederland \| Zomer \| Transfervrij \| \| \| Léon Bergsma \| Verdediger \| AZ \| Nederland \| Zomer \| Transfervrij \| \| \| Zian Flemming \| Middenvelder \| PEC Zwolle \| Nederland \| Zomer \| Onbekend \| \| / \| Amin Younes \| Aanvaller \| SSC Napoli \| Italië \| Zomer \| Transfervrij \| \| \| Vince Gino Dekker \| Aanvaller \| AZ \| Nederland \| Zomer \| Transfervrij \| \| \| Justin Kluivert \| Aanvaller \| AS Roma \| Italië \| Zomer \| € 17.250.000 \| \| \| Maximilian Wöber \| Verdediger \| Sevilla FC \| Spanje \| Winter \| € 10.500.000 \| \| \| \| \| \| \| \| \| \| \| Was gehuurd \| \| \| \| \| \| \| \| \| \| \| \| \| \| \| \| Verhuurd \| \| \| \| \| \| \| \| Mateo Cassierra \| Aanvaller \| FC Groningen \| Nederland \| Zomer \| N.v.t. \| \| \| Siem de Jong \| Middenvelder \| Sydney FC \| Australië \| Zomer \| N.v.t. \| \| \| Benjamin van Leer \| Doelman \| NAC Breda \| Nederland \| Zomer \| N.v.t. \| \| \| Luis Manuel Orejuela \| Verdediger \| Cruzeiro EC \| Brazilië \| Winter \| € 1.500.000 \| \| \| Kaj Sierhuis \| Aanvaller \| FC Groningen \| Nederland \| Winter \| N.v.t. \| |                      |              |                   |             |         |                            |
| | Naam                 | Positie      | Nieuwe club       | Land        | Periode | Transfersom                |
| | Transfers            |              |                   |             |         |                            |
| Vlag van Nederland | Peter Leeuwenburgh   | Doelman      | Cape Town City FC | Zuid-Afrika | Zomer   | Transfervrij               |
| Vlag van Nederland | Norbert Alblas       | Doelman      | N.E.C.            | Nederland   | Zomer   | Transfervrij               |
| Vlag van Nederland | Nick Viergever       | Verdediger   | PSV               | Nederland   | Zomer   | Transfervrij               |
| Vlag van Nederland | Mauro Savastano      | Verdediger   | AZ                | Nederland   | Zomer   | Transfervrij, was verhuurd |
| Vlag van Nederland | Mitchell Dijks       | Verdediger   | Bologna           | Italië      | Zomer   | Transfervrij               |
| Vlag van Nederland | Deyovaisio Zeefuik   | Verdediger   | FC Groningen      | Nederland   | Zomer   | Transfervrij, was verhuurd |
| / | Terry Lartey-Sanniez | Verdediger   | N.E.C.            | Nederland   | Zomer   | Transfervrij               |
| Vlag van Nederland | Léon Bergsma         | Verdediger   | AZ                | Nederland   | Zomer   | Transfervrij               |
| Vlag van Nederland | Zian Flemming        | Middenvelder | PEC Zwolle        | Nederland   | Zomer   | Onbekend                   |
| / | Amin Younes          | Aanvaller    | SSC Napoli        | Italië      | Zomer   | Transfervrij               |
| Vlag van Nederland | Vince Gino Dekker    | Aanvaller    | AZ                | Nederland   | Zomer   | Transfervrij               |
| Vlag van Nederland | Justin Kluivert      | Aanvaller    | AS Roma           | Italië      | Zomer   | € 17.250.000               |
| Vlag van Oostenrijk | Maximilian Wöber     | Verdediger   | Sevilla FC        | Spanje      | Winter  | € 10.500.000               |
| |                      |              |                   |             |         |                            |
| | Was gehuurd          |              |                   |             |         |                            |
| |                      |              |                   |             |         |                            |
| | Verhuurd             |              |                   |             |         |                            |
| Vlag van Colombia | Mateo Cassierra      | Aanvaller    | FC Groningen      | Nederland   | Zomer   | N.v.t.                     |
| Vlag van Nederland | Siem de Jong         | Middenvelder | Sydney FC         | Australië   | Zomer   | N.v.t.                     |
| Vlag van Nederland | Benjamin van Leer    | Doelman      | NAC Breda         | Nederland   | Zomer   | N.v.t.                     |
| Vlag van Colombia | Luis Manuel Orejuela | Verdediger   | Cruzeiro EC       | Brazilië    | Winter  | € 1.500.000                |
| Vlag van Nederland | Kaj Sierhuis         | Aanvaller    | FC Groningen      | Nederland   | Winter  | N.v.t.                     |

## Staf en directie
| Naam             | Functie              |
| ---------------- | -------------------- |
| Erik ten Hag     | Hoofdtrainer         |
| Alfred Schreuder | Assistent-trainer    |
| Aron Winter      | Assistent-trainer    |
| Richard Witschge | Assistent-trainer    |
| Carlo l'Ami      | Keeperstrainer       |
| Bjorn Rekelhof   | Performance Coach    |
| Saïd Ouaali      | Hoofd jeugdopleiding |

| Naam              | Functie                 |
| ----------------- | ----------------------- |
| Edwin van der Sar | Algemeen directeur      |
| Rutger Arisz      | Operationeel directeur  |
| Jeroen Slop       | Financieel directeur    |
| Marc Overmars     | Directeur spelersbeleid |
| Menno Geelen      | Commercieel directeur   |

## Wedstrijdverslagen

### Vriendschappelijk
Wedstrijden
| Datum      | Wedstrijd                      | Uitslag | Verslag |
| ---------- | ------------------------------ | ------- | ------- |
| 23-06-2018 | VVSB – Ajax                    | 0 – 7   | 1       |
| 26-06-2018 | SC Preußen Münster – Ajax      | 3 – 1   | 2       |
| 30-06-2018 | SV Lippstadt 08 – Ajax         | 0 – 9   | 3       |
| 07-07-2018 | Ajax – FC Nordsjælland         | 1 – 3   | 4       |
| 07-07-2018 | Ajax – FCSB                    | 1 – 1   | 5       |
| 13-07-2018 | Ajax – RSC Anderlecht          | 1 – 3   | 6       |
| 19-07-2018 | Wolverhampton Wanderers – Ajax | 1 – 1   | 7       |
| 19-07-2018 | Walsall FC – Ajax              | 2 – 0   | 8       |
| 26-07-2018 | Ajax – Konyaspor               | 0 – 1   | 9       |
| 03-08-2018 | Ajax – VfL Wolfsburg           | 0 – 3   | 10      |
| 10-01-2019 | CR Flamengo – Ajax             | 2 – 2   | 11      |
| 12-01-2019 | São Paulo FC – Ajax            | 2 – 4   | 12      |

### UEFA Champions League
| Ronde                    | Wedstrijd | Datum               | Wedstrijd                | Uitslag | Totaal | Verslag |
| ------------------------ | --------- | ------------------- | ------------------------ | ------- | ------ | ------- |
| Tweede kwalificatieronde | 1         | wo 25-07-2018 20:30 | Ajax – Sturm Graz        | 2 – 0   | 5 – 1  | 1       |
| Tweede kwalificatieronde | 2         | wo 01-08-2018 20:30 | Sturm Graz – Ajax        | 1 – 3   | 5 – 1  | 2       |
| Derde kwalificatieronde  | 3         | di 07-08-2018 20:00 | Standard Luik – Ajax     | 2 – 2   | 2 – 5  | 3       |
| Derde kwalificatieronde  | 4         | di 14-08-2018 20:30 | Ajax – Standard Luik     | 3 – 0   | 2 – 5  | 4       |
| Play-offronde            | 5         | wo 22-08-2018 21:00 | Ajax – Dynamo Kiev       | 3 – 1   | 3 – 1  | 5       |
| Play-offronde            | 6         | di 28-08-2018 21:00 | Dynamo Kiev – Ajax       | 0 – 0   | 3 – 1  | 6       |
| Groepsfase               | 7         | wo 19-09-2018 18:55 | Ajax – AEK Athene        | 3 – 0   | 3 – 0  | 7       |
| Groepsfase               | 8         | di 02-10-2018 21:00 | Bayern München – Ajax    | 1 – 1   | 1 – 1  | 8       |
| Groepsfase               | 9         | di 23-10-2018 21:00 | Ajax – Benfica           | 1 – 0   | 1 – 0  | 9       |
| Groepsfase               | 10        | wo 07-11-2018 21:00 | Benfica – Ajax           | 1 – 1   | 1 – 1  | 10      |
| Groepsfase               | 11        | di 27-11-2018 18:55 | AEK Athene – Ajax        | 0 – 2   | 0 – 2  | 11      |
| Groepsfase               | 12        | wo 12-12-2018 21:00 | Ajax – Bayern München    | 3 – 3   | 3 – 3  | 12      |
| Achtste finale           | 13        | wo 13-02-2019 21:00 | Ajax – Real Madrid       | 1 – 2   | 5 – 3  | 13      |
| Achtste finale           | 14        | di 05-03-2019 21:00 | Real Madrid – Ajax       | 1 – 4   | 5 – 3  | 14      |
| Kwartfinale              | 15        | wo 10-04-2019 21:00 | Ajax – Juventus          | 1 – 1   | 3 – 2  | 15      |
| Kwartfinale              | 16        | di 16-04-2019 21:00 | Juventus – Ajax          | 1 – 2   | 3 – 2  | 16      |
| Halve finale             | 17        | di 30-04-2019 21:00 | Tottenham Hotspur – Ajax | 0 – 1   | 3 – 3  | 17      |
| Halve finale             | 18        | wo 08-05-2019 21:00 | Ajax – Tottenham Hotspur | 2 – 3   | 3 – 3  | 18      |

Tweede kwalificatieronde
|                                         |                                   |               |            |                                                                                                  |
| Wedstrijd 1 woensdag 25 juli 2018 20:30 | Ajax                              | 2 – 0 (1 – 0) | Sturm Graz | Stadion: Johan Cruijff ArenA, Amsterdam Toeschouwers: 53.106 Scheidsrechter: Alejandro Hernández |
| Wedstrijd 1 woensdag 25 juli 2018 20:30 | Hakim Ziyech 15' Lasse Schöne 57' | Verslag       |            | Stadion: Johan Cruijff ArenA, Amsterdam Toeschouwers: 53.106 Scheidsrechter: Alejandro Hernández |
| Wedstrijd 1 woensdag 25 juli 2018 20:30 |                                   |               |            | Stadion: Johan Cruijff ArenA, Amsterdam Toeschouwers: 53.106 Scheidsrechter: Alejandro Hernández |
| Wedstrijd 1 woensdag 25 juli 2018 20:30 |                                   |               |            | Stadion: Johan Cruijff ArenA, Amsterdam Toeschouwers: 53.106 Scheidsrechter: Alejandro Hernández |
|                                         |                                   |               |            |                                                                                                  |

|                                            |                        |               |                                              |                                                                                     |
| Wedstrijd 2 woensdag 1 augustus 2018 20:30 | Sturm Graz             | 1 – 3 (0 – 1) | Ajax                                         | Stadion: Merkur Arena, Graz Toeschouwers: 15.172 Scheidsrechter: Bartosz Frankowski |
| Wedstrijd 2 woensdag 1 augustus 2018 20:30 | André Onana 89' (e.d.) | Verslag       | 39', 77' Klaas-Jan Huntelaar 48' Dušan Tadić | Stadion: Merkur Arena, Graz Toeschouwers: 15.172 Scheidsrechter: Bartosz Frankowski |
| Wedstrijd 2 woensdag 1 augustus 2018 20:30 |                        |               |                                              | Stadion: Merkur Arena, Graz Toeschouwers: 15.172 Scheidsrechter: Bartosz Frankowski |
| Wedstrijd 2 woensdag 1 augustus 2018 20:30 |                        |               |                                              | Stadion: Merkur Arena, Graz Toeschouwers: 15.172 Scheidsrechter: Bartosz Frankowski |
|                                            |                        |               |                                              |                                                                                     |

Eindscore: Ajax 5 – 1 Sturm Graz. Hierdoor plaatste Ajax zich voor de derde kwalificatieronde en verzekerde het zich, in het geval van uitschakeling tijdens een van de volgende voorrondes van de Champions League, van deelname aan de groepsfase van de UEFA Europa League 2018/19.
Derde kwalificatieronde
|                                           |                                             |               |                                         |                                                                                            |
| Wedstrijd 1 dinsdag 7 augustus 2018 20:00 | Standard Luik                               | 2 – 2 (0 – 2) | Ajax                                    | Stadion: Maurice Dufrasnestadion, Luik Toeschouwers: 20.355 Scheidsrechter: Tobias Stieler |
| Wedstrijd 1 dinsdag 7 augustus 2018 20:00 | Mehdi Carcela 67' Renaud Emond 90+4' (pen.) | Verslag       | 19' Klaas-Jan Huntelaar 34' Dušan Tadić | Stadion: Maurice Dufrasnestadion, Luik Toeschouwers: 20.355 Scheidsrechter: Tobias Stieler |
| Wedstrijd 1 dinsdag 7 augustus 2018 20:00 |                                             |               |                                         | Stadion: Maurice Dufrasnestadion, Luik Toeschouwers: 20.355 Scheidsrechter: Tobias Stieler |
| Wedstrijd 1 dinsdag 7 augustus 2018 20:00 |                                             |               |                                         | Stadion: Maurice Dufrasnestadion, Luik Toeschouwers: 20.355 Scheidsrechter: Tobias Stieler |
|                                           |                                             |               |                                         |                                                                                            |

|                                            |                                                              |               |               |                                                                                            |
| Wedstrijd 2 dinsdag 14 augustus 2018 20:30 | Ajax                                                         | 3 – 0 (2 – 0) | Standard Luik | Stadion: Johan Cruijff ArenA, Amsterdam Toeschouwers: 51.841 Scheidsrechter: Ivan Kružliak |
| Wedstrijd 2 dinsdag 14 augustus 2018 20:30 | Klaas-Jan Huntelaar 30' Matthijs de Ligt 34' David Neres 46' | Verslag       |               | Stadion: Johan Cruijff ArenA, Amsterdam Toeschouwers: 51.841 Scheidsrechter: Ivan Kružliak |
| Wedstrijd 2 dinsdag 14 augustus 2018 20:30 |                                                              |               |               | Stadion: Johan Cruijff ArenA, Amsterdam Toeschouwers: 51.841 Scheidsrechter: Ivan Kružliak |
| Wedstrijd 2 dinsdag 14 augustus 2018 20:30 |                                                              |               |               | Stadion: Johan Cruijff ArenA, Amsterdam Toeschouwers: 51.841 Scheidsrechter: Ivan Kružliak |
|                                            |                                                              |               |               |                                                                                            |

Eindscore: Standard Luik 2 – 5 Ajax. Hierdoor plaatste Ajax zich voor de play-offronde.
Play-offronde
|                                             |                                                       |               |                     |                                                                                             |
| Wedstrijd 1 woensdag 22 augustus 2018 21:00 | Ajax                                                  | 3 – 1 (3 – 1) | Dynamo Kiev         | Stadion: Johan Cruijff ArenA, Amsterdam Toeschouwers: 52.706 Scheidsrechter: Clément Turpin |
| Wedstrijd 1 woensdag 22 augustus 2018 21:00 | Donny van de Beek 2' Hakim Ziyech 35' Dušan Tadić 43' | Verslag       | 15' Tomasz Kędziora | Stadion: Johan Cruijff ArenA, Amsterdam Toeschouwers: 52.706 Scheidsrechter: Clément Turpin |
| Wedstrijd 1 woensdag 22 augustus 2018 21:00 |                                                       |               |                     | Stadion: Johan Cruijff ArenA, Amsterdam Toeschouwers: 52.706 Scheidsrechter: Clément Turpin |
| Wedstrijd 1 woensdag 22 augustus 2018 21:00 |                                                       |               |                     | Stadion: Johan Cruijff ArenA, Amsterdam Toeschouwers: 52.706 Scheidsrechter: Clément Turpin |
|                                             |                                                       |               |                     |                                                                                             |

|                                            |             |               |      |                                                                                   |
| Wedstrijd 2 dinsdag 28 augustus 2018 21:00 | Dynamo Kiev | 0 – 0 (0 – 0) | Ajax | Stadion: NSK Olimpiejsky, Kiev Toeschouwers: 40.131 Scheidsrechter: Damir Skomina |
| Wedstrijd 2 dinsdag 28 augustus 2018 21:00 | Verslag     |               |      | Stadion: NSK Olimpiejsky, Kiev Toeschouwers: 40.131 Scheidsrechter: Damir Skomina |
| Wedstrijd 2 dinsdag 28 augustus 2018 21:00 |             |               |      | Stadion: NSK Olimpiejsky, Kiev Toeschouwers: 40.131 Scheidsrechter: Damir Skomina |
| Wedstrijd 2 dinsdag 28 augustus 2018 21:00 |             |               |      | Stadion: NSK Olimpiejsky, Kiev Toeschouwers: 40.131 Scheidsrechter: Damir Skomina |
|                                            |             |               |      |                                                                                   |

Eindscore: Ajax 3 – 1 Dynamo Kiev. Hierdoor plaatste Ajax zich voor het eerst sinds seizoen 2014/15 voor het hoofdtoernooi van de Champions League.
Groepsfase (groep E)
| # | Team           | Wedstrijden | Wedstrijden | Wedstrijden | Wedstrijden | Doelpunten | Doelpunten | Doelpunten | Punten |
| --- | -------------- | ----------- | ----------- | ----------- | ----------- | ---------- | ---------- | ---------- | ------ |
| # | Team           | Gespeeld    | Winst       | Gelijk      | Verlies     | Voor       | Tegen      | Saldo      | Punten |
| 1. | Bayern München | 6           | 4           | 2           | 0           | 15         | 5          | +10        | 14     |
| 2. | Ajax           | 6           | 3           | 3           | 0           | 11         | 5          | +6         | 12     |
| 3. | Benfica        | 6           | 2           | 1           | 3           | 6          | 11         | −5         | 7      |
| 4. | AEK Athene     | 6           | 0           | 0           | 6           | 2          | 13         | −11        | 0      |
| \| Legendakleuren in de tabellen \| \| Groepswinnaar en nummer twee gaan door naar de achtste finale. \| \| Nummer 3 gaat door naar de zestiende finale van de Europa League. \| \| Uitgeschakeld \| |                |             |             |             |             |            |            |            |        |
| Legendakleuren in de tabellen |                |             |             |             |             |            |            |            |        |
| Groepswinnaar en nummer twee gaan door naar de achtste finale. |                |             |             |             |             |            |            |            |        |
| Nummer 3 gaat door naar de zestiende finale van de Europa League. |                |             |             |             |             |            |            |            |        |
| Uitgeschakeld |                |             |             |             |             |            |            |            |        |

|                                                          |                                                  |               |            | |
| Groepsfase, wedstrijd 1 woensdag 19 september 2018 18:55 | Ajax                                             | 3 – 0 (0 – 0) | AEK Athene | Stadion: Johan Cruijff ArenA, Amsterdam Toeschouwers: 52.285 Scheidsrechter: Carlos del Cerro Grande |
| Groepsfase, wedstrijd 1 woensdag 19 september 2018 18:55 | Nicolás Tagliafico 46' 90' Donny van de Beek 77' | Verslag       |            | Stadion: Johan Cruijff ArenA, Amsterdam Toeschouwers: 52.285 Scheidsrechter: Carlos del Cerro Grande |
| Groepsfase, wedstrijd 1 woensdag 19 september 2018 18:55 |                                                  |               |            | Stadion: Johan Cruijff ArenA, Amsterdam Toeschouwers: 52.285 Scheidsrechter: Carlos del Cerro Grande |
| Groepsfase, wedstrijd 1 woensdag 19 september 2018 18:55 |                                                  |               |            | Stadion: Johan Cruijff ArenA, Amsterdam Toeschouwers: 52.285 Scheidsrechter: Carlos del Cerro Grande |
|                                                          |                                                  |               |            | |

|                                                      |                 |               |                       |                                                                                     |
| Groepsfase, wedstrijd 2 dinsdag 2 oktober 2018 21:00 | Bayern München  | 1 – 1 (1 – 1) | Ajax                  | Stadion: Allianz Arena, München Toeschouwers: 70.000 Scheidsrechter: Pavel Královec |
| Groepsfase, wedstrijd 2 dinsdag 2 oktober 2018 21:00 | Mats Hummels 4' | Verslag       | 22' Noussair Mazraoui | Stadion: Allianz Arena, München Toeschouwers: 70.000 Scheidsrechter: Pavel Královec |
| Groepsfase, wedstrijd 2 dinsdag 2 oktober 2018 21:00 |                 |               |                       | Stadion: Allianz Arena, München Toeschouwers: 70.000 Scheidsrechter: Pavel Královec |
| Groepsfase, wedstrijd 2 dinsdag 2 oktober 2018 21:00 |                 |               |                       | Stadion: Allianz Arena, München Toeschouwers: 70.000 Scheidsrechter: Pavel Královec |
|                                                      |                 |               |                       |                                                                                     |

|                                                       |                         |               |         |                                                                                           |
| Groepsfase, wedstrijd 3 dinsdag 23 oktober 2018 21:00 | Ajax                    | 1 – 0 (0 – 0) | Benfica | Stadion: Johan Cruijff ArenA, Amsterdam Toeschouwers: 53.379 Scheidsrechter: Ruddy Buquet |
| Groepsfase, wedstrijd 3 dinsdag 23 oktober 2018 21:00 | Noussair Mazraoui 90+2' | Verslag       |         | Stadion: Johan Cruijff ArenA, Amsterdam Toeschouwers: 53.379 Scheidsrechter: Ruddy Buquet |
| Groepsfase, wedstrijd 3 dinsdag 23 oktober 2018 21:00 |                         |               |         | Stadion: Johan Cruijff ArenA, Amsterdam Toeschouwers: 53.379 Scheidsrechter: Ruddy Buquet |
| Groepsfase, wedstrijd 3 dinsdag 23 oktober 2018 21:00 |                         |               |         | Stadion: Johan Cruijff ArenA, Amsterdam Toeschouwers: 53.379 Scheidsrechter: Ruddy Buquet |
|                                                       |                         |               |         |                                                                                           |

|                                                        |                              |               |                 |                                                                                        |
| Groepsfase, wedstrijd 4 woensdag 7 november 2018 21:00 | Benfica                      | 1 – 1 (1 – 0) | Ajax            | Stadion: Estádio da Luz, Lissabon Toeschouwers: 51.328 Scheidsrechter: Gianluca Rocchi |
| Groepsfase, wedstrijd 4 woensdag 7 november 2018 21:00 | Jonas Gonçalves Oliveira 29' | Verslag       | 61' Dušan Tadić | Stadion: Estádio da Luz, Lissabon Toeschouwers: 51.328 Scheidsrechter: Gianluca Rocchi |
| Groepsfase, wedstrijd 4 woensdag 7 november 2018 21:00 |                              |               |                 | Stadion: Estádio da Luz, Lissabon Toeschouwers: 51.328 Scheidsrechter: Gianluca Rocchi |
| Groepsfase, wedstrijd 4 woensdag 7 november 2018 21:00 |                              |               |                 | Stadion: Estádio da Luz, Lissabon Toeschouwers: 51.328 Scheidsrechter: Gianluca Rocchi |
|                                                        |                              |               |                 |                                                                                        |

|                                                        |            |               |                           |                                                                                  |
| Groepsfase, wedstrijd 5 dinsdag 27 november 2018 18:55 | AEK Athene | 0 – 2 (0 – 0) | Ajax                      | Stadion: Olympisch Stadion Spyridon Louis, Athene Scheidsrechter: Michael Oliver |
| Groepsfase, wedstrijd 5 dinsdag 27 november 2018 18:55 |            | Verslag       | 68' (pen) 72' Dušan Tadić | Stadion: Olympisch Stadion Spyridon Louis, Athene Scheidsrechter: Michael Oliver |
| Groepsfase, wedstrijd 5 dinsdag 27 november 2018 18:55 |            |               |                           | Stadion: Olympisch Stadion Spyridon Louis, Athene Scheidsrechter: Michael Oliver |
| Groepsfase, wedstrijd 5 dinsdag 27 november 2018 18:55 |            |               |                           | Stadion: Olympisch Stadion Spyridon Louis, Athene Scheidsrechter: Michael Oliver |
|                                                        |            |               |                           |                                                                                  |

Door deze overwinning plaatste Ajax zich voor het eerst sinds seizoen 2005/06 voor de knock-outfase van de Champions League.
|                                                         |                                                    |               |                                                     |                                                                                             |
| Groepsfase, wedstrijd 6 woensdag 12 december 2018 21:00 | Ajax                                               | 3 – 3 (0 – 1) | Bayern München                                      | Stadion: Johan Cruijff ArenA, Amsterdam Toeschouwers: 53.288 Scheidsrechter: Clément Turpin |
| Groepsfase, wedstrijd 6 woensdag 12 december 2018 21:00 | Dušan Tadić 61' 82' (pen) Nicolás Tagliafico 90+5' | Verslag       | 13' 87' (pen) Robert Lewandowski 90' Kingsley Coman | Stadion: Johan Cruijff ArenA, Amsterdam Toeschouwers: 53.288 Scheidsrechter: Clément Turpin |
| Groepsfase, wedstrijd 6 woensdag 12 december 2018 21:00 |                                                    |               |                                                     | Stadion: Johan Cruijff ArenA, Amsterdam Toeschouwers: 53.288 Scheidsrechter: Clément Turpin |
| Groepsfase, wedstrijd 6 woensdag 12 december 2018 21:00 |                                                    |               |                                                     | Stadion: Johan Cruijff ArenA, Amsterdam Toeschouwers: 53.288 Scheidsrechter: Clément Turpin |
|                                                         |                                                    |               |                                                     |                                                                                             |

|                                                               |                  |               |                                     |                                                                                            |
| Achtste finale, heenwedstrijd woensdag 13 februari 2019 21:00 | Ajax             | 1 – 2 (0 – 0) | Real Madrid                         | Stadion: Johan Cruijff ArenA, Amsterdam Toeschouwers: 52.286 Scheidsrechter: Damir Skomina |
| Achtste finale, heenwedstrijd woensdag 13 februari 2019 21:00 | Hakim Ziyech 75' | Verslag       | 60' Karim Benzema 87' Marco Asensio | Stadion: Johan Cruijff ArenA, Amsterdam Toeschouwers: 52.286 Scheidsrechter: Damir Skomina |
| Achtste finale, heenwedstrijd woensdag 13 februari 2019 21:00 |                  |               |                                     | Stadion: Johan Cruijff ArenA, Amsterdam Toeschouwers: 52.286 Scheidsrechter: Damir Skomina |
| Achtste finale, heenwedstrijd woensdag 13 februari 2019 21:00 |                  |               |                                     | Stadion: Johan Cruijff ArenA, Amsterdam Toeschouwers: 52.286 Scheidsrechter: Damir Skomina |
|                                                               |                  |               |                                     |                                                                                            |

|                                                   |                   |               |                                                                  |                                                                                             |
| Achtste finale, return dinsdag 5 maart 2019 21:00 | Real Madrid       | 1 – 4 (0 – 2) | Ajax                                                             | Stadion: Estadio Santiago Bernabéu, Madrid Toeschouwers: 77.013 Scheidsrechter: Felix Brych |
| Achtste finale, return dinsdag 5 maart 2019 21:00 | Marco Asensio 70' | Verslag       | 7' Hakim Ziyech 18' David Neres 62' Dušan Tadić 72' Lasse Schöne | Stadion: Estadio Santiago Bernabéu, Madrid Toeschouwers: 77.013 Scheidsrechter: Felix Brych |
| Achtste finale, return dinsdag 5 maart 2019 21:00 |                   |               |                                                                  | Stadion: Estadio Santiago Bernabéu, Madrid Toeschouwers: 77.013 Scheidsrechter: Felix Brych |
| Achtste finale, return dinsdag 5 maart 2019 21:00 |                   |               |                                                                  | Stadion: Estadio Santiago Bernabéu, Madrid Toeschouwers: 77.013 Scheidsrechter: Felix Brych |
|                                                   |                   |               |                                                                  |                                                                                             |

Eindscore: Ajax 5 – 3 Real Madrid. Hierdoor plaatste Ajax zich voor het eerst sinds seizoen 2002/03 voor de kwartfinale van de Champions League.
|                                                         |                 |               |                       | |
| Kwartfinale, heenwedstrijd woensdag 10 april 2019 21:00 | Ajax            | 1 – 1 (0 – 1) | Juventus              | Stadion: Johan Cruijff ArenA, Amsterdam Toeschouwers: 50.390 Scheidsrechter: Carlos del Cerro Grande |
| Kwartfinale, heenwedstrijd woensdag 10 april 2019 21:00 | David Neres 46' | Verslag       | 45' Cristiano Ronaldo | Stadion: Johan Cruijff ArenA, Amsterdam Toeschouwers: 50.390 Scheidsrechter: Carlos del Cerro Grande |
| Kwartfinale, heenwedstrijd woensdag 10 april 2019 21:00 |                 |               |                       | Stadion: Johan Cruijff ArenA, Amsterdam Toeschouwers: 50.390 Scheidsrechter: Carlos del Cerro Grande |
| Kwartfinale, heenwedstrijd woensdag 10 april 2019 21:00 |                 |               |                       | Stadion: Johan Cruijff ArenA, Amsterdam Toeschouwers: 50.390 Scheidsrechter: Carlos del Cerro Grande |
|                                                         |                 |               |                       | |

|                                                 |                       |               |                                            |                                                                                      |
| Kwartfinale, return dinsdag 16 april 2019 21:00 | Juventus              | 1 – 2 (1 – 1) | Ajax                                       | Stadion: Allianz Stadium, Turijn Toeschouwers: 41.445 Scheidsrechter: Clément Turpin |
| Kwartfinale, return dinsdag 16 april 2019 21:00 | Cristiano Ronaldo 28' | Verslag       | 34' Donny van de Beek 67' Matthijs de Ligt | Stadion: Allianz Stadium, Turijn Toeschouwers: 41.445 Scheidsrechter: Clément Turpin |
| Kwartfinale, return dinsdag 16 april 2019 21:00 |                       |               |                                            | Stadion: Allianz Stadium, Turijn Toeschouwers: 41.445 Scheidsrechter: Clément Turpin |
| Kwartfinale, return dinsdag 16 april 2019 21:00 |                       |               |                                            | Stadion: Allianz Stadium, Turijn Toeschouwers: 41.445 Scheidsrechter: Clément Turpin |
|                                                 |                       |               |                                            |                                                                                      |

Eindscore: Ajax 3 – 2 Juventus. Hierdoor plaatste Ajax zich voor het eerst sinds seizoen 1996/97 voor de halve finale van de Champions League.
|                                                 |                   |               |                       | |
| Halve finale, heenwedstrijd 30 april 2019 21:00 | Tottenham Hotspur | 0 – 1 (0 – 1) | Ajax                  | Stadion: Tottenham Hotspur Stadium, Londen Toeschouwers: 60.243 Scheidsrechter: Antonio Mateu Lahoz |
| Halve finale, heenwedstrijd 30 april 2019 21:00 |                   | Verslag       | 15' Donny van de Beek | Stadion: Tottenham Hotspur Stadium, Londen Toeschouwers: 60.243 Scheidsrechter: Antonio Mateu Lahoz |
| Halve finale, heenwedstrijd 30 april 2019 21:00 |                   |               |                       | Stadion: Tottenham Hotspur Stadium, Londen Toeschouwers: 60.243 Scheidsrechter: Antonio Mateu Lahoz |
| Halve finale, heenwedstrijd 30 april 2019 21:00 |                   |               |                       | Stadion: Tottenham Hotspur Stadium, Londen Toeschouwers: 60.243 Scheidsrechter: Antonio Mateu Lahoz |
|                                                 |                   |               |                       | |

|                                       |                                      |               |                             |                                                                                          |
| Halve finale, return 8 mei 2019 21:00 | Ajax                                 | 2 – 3 (2 – 0) | Tottenham Hotspur           | Stadion: Johan Cruijff ArenA, Amsterdam Toeschouwers: 52.641 Scheidsrechter: Felix Brych |
| Halve finale, return 8 mei 2019 21:00 | Matthijs de Ligt 5' Hakim Ziyech 35' | Verslag       | 55', 59', 90+6' Lucas Moura | Stadion: Johan Cruijff ArenA, Amsterdam Toeschouwers: 52.641 Scheidsrechter: Felix Brych |
| Halve finale, return 8 mei 2019 21:00 |                                      |               |                             | Stadion: Johan Cruijff ArenA, Amsterdam Toeschouwers: 52.641 Scheidsrechter: Felix Brych |
| Halve finale, return 8 mei 2019 21:00 |                                      |               |                             | Stadion: Johan Cruijff ArenA, Amsterdam Toeschouwers: 52.641 Scheidsrechter: Felix Brych |
|                                       |                                      |               |                             |                                                                                          |

Eindscore: Tottenham Hotspur 3 – 3 Ajax. Op basis van de uitdoelpuntenregel plaatste Tottenham Hotspur zich voor de finale.

### Eredivisie
Wedstrijden
| №     | Datum               | Wedstrijd              | Uitslag | Verslag |
| ----- | ------------------- | ---------------------- | ------- | ------- |
| 1     | za 11-08-2018 18:30 | Ajax – Heracles Almelo | 1 – 1   | 1       |
| 2     | za 18-08-2018 18:30 | VVV-Venlo – Ajax       | 0 – 1   | 2       |
| 3     | za 25-08-2018 18:30 | Ajax – FC Emmen        | 5 – 0   | 3       |
| 4     | zo 02-09-2018 14:30 | Vitesse – Ajax         | 0 – 4   | 4       |
| 5     | za 15-09-2018 20:45 | Ajax – FC Groningen    | 3 – 0   | 5       |
| 6     | zo 23-09-2018 16:45 | PSV – Ajax             | 3 – 0   | 6       |
| 7     | za 29-09-2018 20:45 | Fortuna Sittard – Ajax | 0 – 2   | 7       |
| 8     | zo 07-10-2018 16:45 | Ajax – AZ              | 5 – 0   | 8       |
| 9     | za 20-10-2018 20:45 | sc Heerenveen – Ajax   | 0 – 4   | 9       |
| 10    | zo 28-10-2018 14:30 | Ajax – Feyenoord       | 3 – 0   | 10      |
| 11    | za 03-11-2018 20:45 | Ajax – Willem II       | 2 – 0   | 11      |
| 12    | zo 11-11-2018 14:30 | Excelsior – Ajax       | 1 – 7   | 12      |
| 13    | za 24-11-2018 18:30 | NAC Breda – Ajax       | 0 – 3   | 13      |
| 14    | zo 02-12-2018 12:15 | Ajax – ADO Den Haag    | 5 – 1   | 14      |
| 15    | za 08-12-2018 19:45 | PEC Zwolle – Ajax      | 1 – 4   | 15      |
| 16    | zo 16-12-2018 14:30 | Ajax – De Graafschap   | 8 – 0   | 16      |
| 17    | zo 23-12-2018 12:15 | FC Utrecht – Ajax      | 1 – 3   | 17      |
| 18    | zo 20-01-2019 16:45 | Ajax – sc Heerenveen   | 4 – 4   | 18      |
| 19    | zo 27-01-2019 14:30 | Feyenoord – Ajax       | 6 – 2   | 19      |
| 20    | za 02-02-2019 19:45 | Ajax – VVV-Venlo       | 6 – 0   | 20      |
| 21    | za 09-02-2019 18:30 | Heracles Almelo – Ajax | 1 – 0   | 21      |
| 22    | zo 17-02-2019 12:15 | Ajax – NAC Breda       | 5 – 0   | 22      |
| 23    | zo 24-02-2019 12:15 | ADO Den Haag – Ajax    | 1 – 5   | 23      |
| 25    | zo 10-03-2019 16:45 | Ajax – Fortuna Sittard | 4 – 0   | 24      |
| 24 *  | wo 13-03-2019 18:30 | Ajax – PEC Zwolle      | 2 – 1   | 25      |
| 26    | zo 17-03-2019 14:30 | AZ – Ajax              | 1 – 0   | 26      |
| 27    | zo 31-03-2019 16:45 | Ajax – PSV             | 3 – 1   | 27      |
| 28    | wo 03-04-2019 20:45 | FC Emmen – Ajax        | 2 – 5   | 28      |
| 29    | za 06-04-2019 18:30 | Willem II – Ajax       | 1 – 4   | 29      |
| 30    | za 13-04-2019 18:30 | Ajax – Excelsior       | 6 – 2   | 30      |
| 31    | za 20-04-2019 18:30 | FC Groningen – Ajax    | 0 – 1   | 31      |
| 32    | wo 24-04-2019 20:45 | Ajax – Vitesse         | 4 – 2   | 32      |
| 33 ** | zo 12-05-2019 14:30 | Ajax – FC Utrecht      | 4 – 1   | 33      |
| 34 ** | wo 15-05-2019 19:30 | De Graafschap – Ajax   | 1 – 4   | 34      |

* Vanwege het drukke speelschema van Ajax, dat naast de Eredivisie ook actief is in de KNVB Beker en de Champions League, besloot de KNVB om Ajax – PEC Zwolle van de 24e speelronde te verplaatsen naar woensdag 13 maart. Dit om Ajax meer hersteltijd te gunnen in aanloop naar de returnwedstrijd in de achtste finales van de Champions League tegen Real Madrid.
** Bij het opstellen van het speelschema had de KNVB er geen rekening mee gehouden dat Ajax de halve finale van de Champions League zou halen. Vanwege de regel dat clubs altijd minstens twee volledige dagen rust moeten krijgen tussen twee wedstrijden, ongeacht welke competitie, was de KNVB genoodzaakt om de wedstrijd De Graafschap – Ajax van de 33e speelronde te verplaatsen, aangezien deze wedstrijd te kort op de heenwedstrijd van de halve finale van de Champions League tussen Tottenham Hotspur en Ajax gepland was. Door een andere regel van de KNVB die stelt dat alle wedstrijden in de laatste twee speelronden van de Eredivisie gelijktijdig gespeeld worden, zorgde dit ervoor dat ook alle andere wedstrijden van die speelronde verplaatst zijn. Deze wedstrijden zijn verschoven naar woensdag 15 mei 19:30u. De wedstrijden die oorspronkelijk de 33e speelronde vormden, zijn hierdoor nu de 34e speelronde geworden.
Wedstrijdverslagen
|                                     |                      |               |                         |                                                                                               |
| Speelronde 1 11 augustus 2018 18:30 | Ajax                 | 1 – 1 (0 – 0) | Heracles Almelo         | Stadion: Johan Cruijff ArenA, Amsterdam Toeschouwers: 51.949 Scheidsrechter: Serdar Gözübüyük |
| Speelronde 1 11 augustus 2018 18:30 | Matthijs de Ligt 88' | Verslag       | 84' Kristoffer Peterson | Stadion: Johan Cruijff ArenA, Amsterdam Toeschouwers: 51.949 Scheidsrechter: Serdar Gözübüyük |
| Speelronde 1 11 augustus 2018 18:30 |                      |               |                         | Stadion: Johan Cruijff ArenA, Amsterdam Toeschouwers: 51.949 Scheidsrechter: Serdar Gözübüyük |
| Speelronde 1 11 augustus 2018 18:30 |                      |               |                         | Stadion: Johan Cruijff ArenA, Amsterdam Toeschouwers: 51.949 Scheidsrechter: Serdar Gözübüyük |
|                                     |                      |               |                         |                                                                                               |

|                                     |           |               |                        |                                                                                           |
| Speelronde 2 18 augustus 2018 18:30 | VVV-Venlo | 0 – 1 (0 – 0) | Ajax                   | Stadion: Seacon Stadion - De Koel -, Venlo Toeschouwers: 8.000 Scheidsrechter: Kevin Blom |
| Speelronde 2 18 augustus 2018 18:30 |           | Verslag       | 88' (pen.) Dušan Tadić | Stadion: Seacon Stadion - De Koel -, Venlo Toeschouwers: 8.000 Scheidsrechter: Kevin Blom |
| Speelronde 2 18 augustus 2018 18:30 |           |               |                        | Stadion: Seacon Stadion - De Koel -, Venlo Toeschouwers: 8.000 Scheidsrechter: Kevin Blom |
| Speelronde 2 18 augustus 2018 18:30 |           |               |                        | Stadion: Seacon Stadion - De Koel -, Venlo Toeschouwers: 8.000 Scheidsrechter: Kevin Blom |
|                                     |           |               |                        |                                                                                           |

|                                     |                                                                                    |               |          |                                                                                          |
| Speelronde 3 25 augustus 2018 18:30 | Ajax                                                                               | 5 – 0 (2 – 0) | FC Emmen | Stadion: Johan Cruijff ArenA, Amsterdam Toeschouwers: 52.885 Scheidsrechter: Bas Nijhuis |
| Speelronde 3 25 augustus 2018 18:30 | Hakim Ziyech 8' Klaas-Jan Huntelaar 38', 59' Dušan Tadić 71' Glenn Bijl 86' (e.d.) | Verslag       |          | Stadion: Johan Cruijff ArenA, Amsterdam Toeschouwers: 52.885 Scheidsrechter: Bas Nijhuis |
| Speelronde 3 25 augustus 2018 18:30 |                                                                                    |               |          | Stadion: Johan Cruijff ArenA, Amsterdam Toeschouwers: 52.885 Scheidsrechter: Bas Nijhuis |
| Speelronde 3 25 augustus 2018 18:30 |                                                                                    |               |          | Stadion: Johan Cruijff ArenA, Amsterdam Toeschouwers: 52.885 Scheidsrechter: Bas Nijhuis |
|                                     |                                                                                    |               |          |                                                                                          |

|                                     |         |               |                                                            |                                                                                |
| Speelronde 4 2 september 2018 14:30 | Vitesse | 0 – 4 (0 – 3) | Ajax                                                       | Stadion: GelreDome, Arnhem Toeschouwers: 19.231 Scheidsrechter: Pol van Boekel |
| Speelronde 4 2 september 2018 14:30 |         | Verslag       | 3' Hakim Ziyech 7' 58' Klaas-Jan Huntelaar 19' Dušan Tadić | Stadion: GelreDome, Arnhem Toeschouwers: 19.231 Scheidsrechter: Pol van Boekel |
| Speelronde 4 2 september 2018 14:30 |         |               |                                                            | Stadion: GelreDome, Arnhem Toeschouwers: 19.231 Scheidsrechter: Pol van Boekel |
| Speelronde 4 2 september 2018 14:30 |         |               |                                                            | Stadion: GelreDome, Arnhem Toeschouwers: 19.231 Scheidsrechter: Pol van Boekel |
|                                     |         |               |                                                            |                                                                                |

|                                      |                                                   |               |              |                                                                                            |
| Speelronde 5 15 september 2018 20:45 | Ajax                                              | 3 – 0 (1 – 0) | FC Groningen | Stadion: Johan Cruijff Arena, Amsterdam Toeschouwers: 52.720 Scheidsrechter: Dennis Higler |
| Speelronde 5 15 september 2018 20:45 | Klaas-Jan Huntelaar 18' (pen) 66' Dušan Tadić 76' | Verslag       |              | Stadion: Johan Cruijff Arena, Amsterdam Toeschouwers: 52.720 Scheidsrechter: Dennis Higler |
| Speelronde 5 15 september 2018 20:45 |                                                   |               |              | Stadion: Johan Cruijff Arena, Amsterdam Toeschouwers: 52.720 Scheidsrechter: Dennis Higler |
| Speelronde 5 15 september 2018 20:45 |                                                   |               |              | Stadion: Johan Cruijff Arena, Amsterdam Toeschouwers: 52.720 Scheidsrechter: Dennis Higler |
|                                      |                                                   |               |              |                                                                                            |

|                                      |                                                        |               |      |                                                                                         |
| Speelronde 6 23 september 2018 16:45 | PSV                                                    | 3 – 0 (3 – 0) | Ajax | Stadion: Philips Stadion, Eindhoven Toeschouwers: 35.000 Scheidsrechter: Danny Makkelie |
| Speelronde 6 23 september 2018 16:45 | Gastón Pereiro 21' Luuk de Jong 24' Hirving Lozano 37' | Verslag       |      | Stadion: Philips Stadion, Eindhoven Toeschouwers: 35.000 Scheidsrechter: Danny Makkelie |
| Speelronde 6 23 september 2018 16:45 |                                                        |               |      | Stadion: Philips Stadion, Eindhoven Toeschouwers: 35.000 Scheidsrechter: Danny Makkelie |
| Speelronde 6 23 september 2018 16:45 |                                                        |               |      | Stadion: Philips Stadion, Eindhoven Toeschouwers: 35.000 Scheidsrechter: Danny Makkelie |
|                                      |                                                        |               |      |                                                                                         |

|                                      |                 |               |                                     |                                                                                                |
| Speelronde 7 29 september 2018 20:45 | Fortuna Sittard | 0 – 2 (0 – 0) | Ajax                                | Stadion: Fortuna Sittard Stadion, Sittard Toeschouwers: 12.004 Scheidsrechter: Jeroen Manschot |
| Speelronde 7 29 september 2018 20:45 |                 | Verslag       | 49' Kasper Dolberg 78' Hakim Ziyech | Stadion: Fortuna Sittard Stadion, Sittard Toeschouwers: 12.004 Scheidsrechter: Jeroen Manschot |
| Speelronde 7 29 september 2018 20:45 |                 |               |                                     | Stadion: Fortuna Sittard Stadion, Sittard Toeschouwers: 12.004 Scheidsrechter: Jeroen Manschot |
| Speelronde 7 29 september 2018 20:45 |                 |               |                                     | Stadion: Fortuna Sittard Stadion, Sittard Toeschouwers: 12.004 Scheidsrechter: Jeroen Manschot |
|                                      |                 |               |                                     |                                                                                                |

|                                   | |               |    |                                                                                            |
| Speelronde 8 7 oktober 2018 16:45 | Ajax                                                                                                  | 5 – 0 (1 – 0) | AZ | Stadion: Johan Cruijff Arena, Amsterdam Toeschouwers: 53.185 Scheidsrechter: Dennis Higler |
| Speelronde 8 7 oktober 2018 16:45 | Donny van de Beek 3' Kasper Dolberg 48' Ricardo van Rhijn 52' (e.d.) Hakim Ziyech 61' Dušan Tadić 81' | Verslag       |    | Stadion: Johan Cruijff Arena, Amsterdam Toeschouwers: 53.185 Scheidsrechter: Dennis Higler |
| Speelronde 8 7 oktober 2018 16:45 | |               |    | Stadion: Johan Cruijff Arena, Amsterdam Toeschouwers: 53.185 Scheidsrechter: Dennis Higler |
| Speelronde 8 7 oktober 2018 16:45 | |               |    | Stadion: Johan Cruijff Arena, Amsterdam Toeschouwers: 53.185 Scheidsrechter: Dennis Higler |
|                                   | |               |    |                                                                                            |

|                                    |               |               |                                                                          |                                                                                              |
| Speelronde 9 20 oktober 2018 20:45 | SC Heerenveen | 0 – 4 (0 – 2) | Ajax                                                                     | Stadion: Abe Lenstra Stadion, Heerenveen Toeschouwers: 23.315 Scheidsrechter: Pol van Boekel |
| Speelronde 9 20 oktober 2018 20:45 |               | Verslag       | 3' Lasse Schöne 42'Hakim Ziyech 52' (pen) Dušan Tadić 56' Kasper Dolberg | Stadion: Abe Lenstra Stadion, Heerenveen Toeschouwers: 23.315 Scheidsrechter: Pol van Boekel |
| Speelronde 9 20 oktober 2018 20:45 |               |               |                                                                          | Stadion: Abe Lenstra Stadion, Heerenveen Toeschouwers: 23.315 Scheidsrechter: Pol van Boekel |
| Speelronde 9 20 oktober 2018 20:45 |               |               |                                                                          | Stadion: Abe Lenstra Stadion, Heerenveen Toeschouwers: 23.315 Scheidsrechter: Pol van Boekel |
|                                    |               |               |                                                                          |                                                                                              |

|                                     |                                                           |               |           |                                                                                            |
| Speelronde 10 28 oktober 2018 14:30 | Ajax                                                      | 3 – 0 (2 – 0) | Feyenoord | Stadion: Johan Cruijff Arena, Amsterdam Toeschouwers: 53.720 Scheidsrechter: Björn Kuipers |
| Speelronde 10 28 oktober 2018 14:30 | Justin Bijlow 23' (e.d.) Hakim Ziyech 41' Dušan Tadić 80' | Verslag       |           | Stadion: Johan Cruijff Arena, Amsterdam Toeschouwers: 53.720 Scheidsrechter: Björn Kuipers |
| Speelronde 10 28 oktober 2018 14:30 |                                                           |               |           | Stadion: Johan Cruijff Arena, Amsterdam Toeschouwers: 53.720 Scheidsrechter: Björn Kuipers |
| Speelronde 10 28 oktober 2018 14:30 |                                                           |               |           | Stadion: Johan Cruijff Arena, Amsterdam Toeschouwers: 53.720 Scheidsrechter: Björn Kuipers |
|                                     |                                                           |               |           |                                                                                            |

|                                     |                                        |               |           |                                                                                              |
| Speelronde 11 3 november 2018 20:45 | Ajax                                   | 2 – 0 (2 – 0) | Willem II | Stadion: Johan Cruijff Arena, Amsterdam Toeschouwers: 53.432 Scheidsrechter: Allard Lindhout |
| Speelronde 11 3 november 2018 20:45 | Kasper Dolberg 11' Frenkie de Jong 22' | Verslag       |           | Stadion: Johan Cruijff Arena, Amsterdam Toeschouwers: 53.432 Scheidsrechter: Allard Lindhout |
| Speelronde 11 3 november 2018 20:45 |                                        |               |           | Stadion: Johan Cruijff Arena, Amsterdam Toeschouwers: 53.432 Scheidsrechter: Allard Lindhout |
| Speelronde 11 3 november 2018 20:45 |                                        |               |           | Stadion: Johan Cruijff Arena, Amsterdam Toeschouwers: 53.432 Scheidsrechter: Allard Lindhout |
|                                     |                                        |               |           |                                                                                              |

|                                      |                  |               | | |
| Speelronde 12 11 november 2018 14:30 | Excelsior        | 1 – 7 (0 – 2) | Ajax | Stadion: Van Donge & De Roo Stadion, Rotterdam Toeschouwers: 4.400 Scheidsrechter: Serdar Gözübüyük |
| Speelronde 12 11 november 2018 14:30 | Ali Messaoud 52' | Verslag       | 31' 48' Donny van de Beek 44' Lasse Schöne 59' Kasper Dolberg 71' (e.d.) Jerdy Schouten 79' Hakim Ziyech 87' David Neres | Stadion: Van Donge & De Roo Stadion, Rotterdam Toeschouwers: 4.400 Scheidsrechter: Serdar Gözübüyük |
| Speelronde 12 11 november 2018 14:30 |                  |               | | Stadion: Van Donge & De Roo Stadion, Rotterdam Toeschouwers: 4.400 Scheidsrechter: Serdar Gözübüyük |
| Speelronde 12 11 november 2018 14:30 |                  |               | | Stadion: Van Donge & De Roo Stadion, Rotterdam Toeschouwers: 4.400 Scheidsrechter: Serdar Gözübüyük |
|                                      |                  |               | | |

|                                      |           |               |                                                                        |                                                                                        |
| Speelronde 13 24 november 2018 18:30 | NAC Breda | 0 – 3 (0 – 1) | Ajax                                                                   | Stadion: Rat Verlegh Stadion, Breda Toeschouwers: 18.969 Scheidsrechter: Dennis Higler |
| Speelronde 13 24 november 2018 18:30 |           | Verslag       | 40' (e.d.) Jethro Mashart 54' Zakaria Labyad 90+3' Klaas-Jan Huntelaar | Stadion: Rat Verlegh Stadion, Breda Toeschouwers: 18.969 Scheidsrechter: Dennis Higler |
| Speelronde 13 24 november 2018 18:30 |           |               |                                                                        | Stadion: Rat Verlegh Stadion, Breda Toeschouwers: 18.969 Scheidsrechter: Dennis Higler |
| Speelronde 13 24 november 2018 18:30 |           |               |                                                                        | Stadion: Rat Verlegh Stadion, Breda Toeschouwers: 18.969 Scheidsrechter: Dennis Higler |
|                                      |           |               |                                                                        |                                                                                        |

|                                     | |               |                   |                                                                                             |
| Speelronde 14 2 december 2018 12:15 | Ajax                                                                                                 | 5 – 1 (3 – 1) | ADO Den Haag      | Stadion: Johan Cruijff Arena, Amsterdam Toeschouwers: 53.644 Scheidsrechter: Pol van Boekel |
| Speelronde 14 2 december 2018 12:15 | David Neres 15' Nicolás Tagliafico 21' Matthijs de Ligt 43' Donny van de Beek 48' Kasper Dolberg 83' | Verslag       | 38' Aaron Meijers | Stadion: Johan Cruijff Arena, Amsterdam Toeschouwers: 53.644 Scheidsrechter: Pol van Boekel |
| Speelronde 14 2 december 2018 12:15 | |               |                   | Stadion: Johan Cruijff Arena, Amsterdam Toeschouwers: 53.644 Scheidsrechter: Pol van Boekel |
| Speelronde 14 2 december 2018 12:15 | |               |                   | Stadion: Johan Cruijff Arena, Amsterdam Toeschouwers: 53.644 Scheidsrechter: Pol van Boekel |
|                                     | |               |                   |                                                                                             |

|                                     |                         |               |                                                                              |                                                                                        |
| Speelronde 15 8 december 2018 19:45 | PEC Zwolle              | 1 – 4 (1 – 2) | Ajax                                                                         | Stadion: MAC³PARK Stadion, Zwolle Toeschouwers: 14.000 Scheidsrechter: Jochem Kamphuis |
| Speelronde 15 8 december 2018 19:45 | Lasse Schöne 44' (e.d.) | Verslag       | 22' Klaas-Jan Huntelaar 32' Frenkie de Jong 69' Lasse Schöne 89' Dušan Tadić | Stadion: MAC³PARK Stadion, Zwolle Toeschouwers: 14.000 Scheidsrechter: Jochem Kamphuis |
| Speelronde 15 8 december 2018 19:45 |                         |               |                                                                              | Stadion: MAC³PARK Stadion, Zwolle Toeschouwers: 14.000 Scheidsrechter: Jochem Kamphuis |
| Speelronde 15 8 december 2018 19:45 |                         |               |                                                                              | Stadion: MAC³PARK Stadion, Zwolle Toeschouwers: 14.000 Scheidsrechter: Jochem Kamphuis |
|                                     |                         |               |                                                                              |                                                                                        |

|                                      |                                                                                        |               |               |                                                                                         |
| Speelronde 16 16 december 2018 14:30 | Ajax                                                                                   | 8 – 0 (3 – 0) | De Graafschap | Stadion: Johan Cruijff Arena, Amsterdam Toeschouwers: 53.388 Scheidsrechter: Kevin Blom |
| Speelronde 16 16 december 2018 14:30 | Dušan Tadić 18' Noussair Mazraoui 25' Hakim Ziyech 32' 62' 69' Daley Blind 65' 74' 90' | Verslag       |               | Stadion: Johan Cruijff Arena, Amsterdam Toeschouwers: 53.388 Scheidsrechter: Kevin Blom |
| Speelronde 16 16 december 2018 14:30 |                                                                                        |               |               | Stadion: Johan Cruijff Arena, Amsterdam Toeschouwers: 53.388 Scheidsrechter: Kevin Blom |
| Speelronde 16 16 december 2018 14:30 |                                                                                        |               |               | Stadion: Johan Cruijff Arena, Amsterdam Toeschouwers: 53.388 Scheidsrechter: Kevin Blom |
|                                      |                                                                                        |               |               |                                                                                         |

|                                      |                 |               |                                                                |                                                                                          |
| Speelronde 17 23 december 2018 12:15 | FC Utrecht      | 1 – 3 (0 – 1) | Ajax                                                           | Stadion: Stadion Galgenwaard, Utrecht Toeschouwers: 23.226 Scheidsrechter: Dennis Higler |
| Speelronde 17 23 december 2018 12:15 | Nick Venema 74' | Verslag       | 14' Kasper Dolberg 60' (pen) Dušan Tadić 90+5' Frenkie de Jong | Stadion: Stadion Galgenwaard, Utrecht Toeschouwers: 23.226 Scheidsrechter: Dennis Higler |
| Speelronde 17 23 december 2018 12:15 |                 |               |                                                                | Stadion: Stadion Galgenwaard, Utrecht Toeschouwers: 23.226 Scheidsrechter: Dennis Higler |
| Speelronde 17 23 december 2018 12:15 |                 |               |                                                                | Stadion: Stadion Galgenwaard, Utrecht Toeschouwers: 23.226 Scheidsrechter: Dennis Higler |
|                                      |                 |               |                                                                |                                                                                          |

|                                     |                                                                             |               |                                                              |                                                                                               |
| Speelronde 18 20 januari 2019 16:45 | Ajax                                                                        | 4 – 4 (3 – 1) | SC Heerenveen                                                | Stadion: Johan Cruijff ArenA, Amsterdam Toeschouwers: 52.553 Scheidsrechter: Serdar Gözübüyük |
| Speelronde 18 20 januari 2019 16:45 | Dušan Tadić 13' 16' Pelle van Amersfoort 28' (e.d.) Klaas-Jan Huntelaar 83' | Verslag       | 14' 51' Sam Lammers 56' Mitchell van Bergen 90+1' Kik Pierie | Stadion: Johan Cruijff ArenA, Amsterdam Toeschouwers: 52.553 Scheidsrechter: Serdar Gözübüyük |
| Speelronde 18 20 januari 2019 16:45 |                                                                             |               |                                                              | Stadion: Johan Cruijff ArenA, Amsterdam Toeschouwers: 52.553 Scheidsrechter: Serdar Gözübüyük |
| Speelronde 18 20 januari 2019 16:45 |                                                                             |               |                                                              | Stadion: Johan Cruijff ArenA, Amsterdam Toeschouwers: 52.553 Scheidsrechter: Serdar Gözübüyük |
|                                     |                                                                             |               |                                                              |                                                                                               |

|                                     | |               |                                  |                                                                                            |
| Speelronde 19 27 januari 2019 14:30 | Feyenoord                                                                                          | 6 – 2 (3 – 2) | Ajax                             | Stadion: Stadion Feijenoord, Rotterdam Toeschouwers: 47.500 Scheidsrechter: Danny Makkelie |
| Speelronde 19 27 januari 2019 14:30 | Jens Toornstra 16' Steven Berghuis 31' Robin van Persie 42' 56' Tonny Vilhena 75' Yassin Ayoub 84' | Verslag       | 8' Lasse Schöne 33' Hakim Ziyech | Stadion: Stadion Feijenoord, Rotterdam Toeschouwers: 47.500 Scheidsrechter: Danny Makkelie |
| Speelronde 19 27 januari 2019 14:30 | |               |                                  | Stadion: Stadion Feijenoord, Rotterdam Toeschouwers: 47.500 Scheidsrechter: Danny Makkelie |
| Speelronde 19 27 januari 2019 14:30 | |               |                                  | Stadion: Stadion Feijenoord, Rotterdam Toeschouwers: 47.500 Scheidsrechter: Danny Makkelie |
|                                     | |               |                                  |                                                                                            |

|                                     | |               |           |                                                                                              |
| Speelronde 20 2 februari 2019 19:45 | Ajax | 6 – 0 (1 – 0) | VVV-Venlo | Stadion: Johan Cruijff Arena, Amsterdam Toeschouwers: 52.868 Scheidsrechter: Allard Lindhout |
| Speelronde 20 2 februari 2019 19:45 | Hakim Ziyech 35' Kasper Dolberg 52' Dušan Tadić 60' David Neres 85' Klaas-Jan Huntelaar 86' Donny van de Beek 90+1' | Verslag       |           | Stadion: Johan Cruijff Arena, Amsterdam Toeschouwers: 52.868 Scheidsrechter: Allard Lindhout |
| Speelronde 20 2 februari 2019 19:45 | |               |           | Stadion: Johan Cruijff Arena, Amsterdam Toeschouwers: 52.868 Scheidsrechter: Allard Lindhout |
| Speelronde 20 2 februari 2019 19:45 | |               |           | Stadion: Johan Cruijff Arena, Amsterdam Toeschouwers: 52.868 Scheidsrechter: Allard Lindhout |
|                                     | |               |           |                                                                                              |

|                                     |                    |               |      |                                                                                    |
| Speelronde 21 9 februari 2019 18:30 | Heracles Almelo    | 1 – 0 (1 – 0) | Ajax | Stadion: Polman Stadion, Almelo Toeschouwers: 12.080 Scheidsrechter: Dennis Higler |
| Speelronde 21 9 februari 2019 18:30 | Mohammed Osman 17' | Verslag       |      | Stadion: Polman Stadion, Almelo Toeschouwers: 12.080 Scheidsrechter: Dennis Higler |
| Speelronde 21 9 februari 2019 18:30 |                    |               |      | Stadion: Polman Stadion, Almelo Toeschouwers: 12.080 Scheidsrechter: Dennis Higler |
| Speelronde 21 9 februari 2019 18:30 |                    |               |      | Stadion: Polman Stadion, Almelo Toeschouwers: 12.080 Scheidsrechter: Dennis Higler |
|                                     |                    |               |      |                                                                                    |

|                                      | |               |           |                                                                                            |
| Speelronde 22 17 februari 2019 12:15 | Ajax | 5 – 0 (1 – 0) | NAC Breda | Stadion: Johan Cruijff Arena, Amsterdam Toeschouwers: 52.952 Scheidsrechter: Siemen Mulder |
| Speelronde 22 17 februari 2019 12:15 | Dušan Tadić 38' (pen.), 67' Kasper Dolberg 53' Gervane Kastaneer 59' (e.d.) Erik Palmer-Brown 71' (e.d.) | Verslag       |           | Stadion: Johan Cruijff Arena, Amsterdam Toeschouwers: 52.952 Scheidsrechter: Siemen Mulder |
| Speelronde 22 17 februari 2019 12:15 | |               |           | Stadion: Johan Cruijff Arena, Amsterdam Toeschouwers: 52.952 Scheidsrechter: Siemen Mulder |
| Speelronde 22 17 februari 2019 12:15 | |               |           | Stadion: Johan Cruijff Arena, Amsterdam Toeschouwers: 52.952 Scheidsrechter: Siemen Mulder |
|                                      | |               |           |                                                                                            |

|                                      |                           |               |                                                                                         |                                                                                         |
| Speelronde 23 24 februari 2019 12:15 | ADO Den Haag              | 1 – 5 (1 – 2) | Ajax                                                                                    | Stadion: Kyocera Stadion, Den Haag Toeschouwers: 14.352 Scheidsrechter: Jeroen Manschot |
| Speelronde 23 24 februari 2019 12:15 | Abdenasser El Khayati 36' | Verslag       | 39' Donny van de Beek 45+1' (pen.) Dušan Tadić 74', 83' Hakim Ziyech 78' Kasper Dolberg | Stadion: Kyocera Stadion, Den Haag Toeschouwers: 14.352 Scheidsrechter: Jeroen Manschot |
| Speelronde 23 24 februari 2019 12:15 |                           |               |                                                                                         | Stadion: Kyocera Stadion, Den Haag Toeschouwers: 14.352 Scheidsrechter: Jeroen Manschot |
| Speelronde 23 24 februari 2019 12:15 |                           |               |                                                                                         | Stadion: Kyocera Stadion, Den Haag Toeschouwers: 14.352 Scheidsrechter: Jeroen Manschot |
|                                      |                           |               |                                                                                         |                                                                                         |

|                                   |                                          |               |                 |                                                                                              |
| Speelronde 25 10 maart 2019 16:45 | Ajax                                     | 4 – 0 (2 – 0) | Fortuna Sittard | Stadion: Johan Cruijff Arena, Amsterdam Toeschouwers: 53.381 Scheidsrechter: Jochem Kamphuis |
| Speelronde 25 10 maart 2019 16:45 | Dušan Tadić 4' (85) David Neres 27' (63) | Verslag       |                 | Stadion: Johan Cruijff Arena, Amsterdam Toeschouwers: 53.381 Scheidsrechter: Jochem Kamphuis |
| Speelronde 25 10 maart 2019 16:45 |                                          |               |                 | Stadion: Johan Cruijff Arena, Amsterdam Toeschouwers: 53.381 Scheidsrechter: Jochem Kamphuis |
| Speelronde 25 10 maart 2019 16:45 |                                          |               |                 | Stadion: Johan Cruijff Arena, Amsterdam Toeschouwers: 53.381 Scheidsrechter: Jochem Kamphuis |
|                                   |                                          |               |                 |                                                                                              |

|                                   |                                 |               |                     |                                                                                              |
| Speelronde 24 13 maart 2019 18:30 | Ajax                            | 2 – 1 (1 – 0) | PEC Zwolle          | Stadion: Johan Cruijff Arena, Amsterdam Toeschouwers: 52.385 Scheidsrechter: Allard Lindhout |
| Speelronde 24 13 maart 2019 18:30 | Dušan Tadić 32' Daley Blind 85' | Verslag       | 79' Vito van Crooij | Stadion: Johan Cruijff Arena, Amsterdam Toeschouwers: 52.385 Scheidsrechter: Allard Lindhout |
| Speelronde 24 13 maart 2019 18:30 |                                 |               |                     | Stadion: Johan Cruijff Arena, Amsterdam Toeschouwers: 52.385 Scheidsrechter: Allard Lindhout |
| Speelronde 24 13 maart 2019 18:30 |                                 |               |                     | Stadion: Johan Cruijff Arena, Amsterdam Toeschouwers: 52.385 Scheidsrechter: Allard Lindhout |
|                                   |                                 |               |                     |                                                                                              |

|                                   |              |               |      |                                                                                      |
| Speelronde 26 17 maart 2019 14:30 | AZ Alkmaar   | 1 – 0 (0 – 0) | Ajax | Stadion: AFAS Stadion, Alkmaar Toeschouwers: 17.026 Scheidsrechter: Serdar Gözübüyük |
| Speelronde 26 17 maart 2019 14:30 | Guus Til 56' | Verslag       |      | Stadion: AFAS Stadion, Alkmaar Toeschouwers: 17.026 Scheidsrechter: Serdar Gözübüyük |
| Speelronde 26 17 maart 2019 14:30 |              |               |      | Stadion: AFAS Stadion, Alkmaar Toeschouwers: 17.026 Scheidsrechter: Serdar Gözübüyük |
| Speelronde 26 17 maart 2019 14:30 |              |               |      | Stadion: AFAS Stadion, Alkmaar Toeschouwers: 17.026 Scheidsrechter: Serdar Gözübüyük |
|                                   |              |               |      |                                                                                      |

|                                   |                                                                   |               |                  |                                                                                            |
| Speelronde 27 13 maart 2019 18:30 | Ajax                                                              | 3 – 1 (1 – 0) | PSV              | Stadion: Johan Cruijff Arena, Amsterdam Toeschouwers: 52.669 Scheidsrechter: Björn Kuipers |
| Speelronde 27 13 maart 2019 18:30 | Daniel Schwaab 21' (e.d.) Dušan Tadić 72' (pen) David Neres 90+6' | Verslag       | 62' Luuk de Jong | Stadion: Johan Cruijff Arena, Amsterdam Toeschouwers: 52.669 Scheidsrechter: Björn Kuipers |
| Speelronde 27 13 maart 2019 18:30 |                                                                   |               |                  | Stadion: Johan Cruijff Arena, Amsterdam Toeschouwers: 52.669 Scheidsrechter: Björn Kuipers |
| Speelronde 27 13 maart 2019 18:30 |                                                                   |               |                  | Stadion: Johan Cruijff Arena, Amsterdam Toeschouwers: 52.669 Scheidsrechter: Björn Kuipers |
|                                   |                                                                   |               |                  |                                                                                            |

|                                  |                                               |               |                                                                                  |                                                                                    |
| Speelronde 28 3 april 2019 20:45 | FC Emmen                                      | 2 – 5 (0 – 2) | Ajax                                                                             | Stadion: De Oude Meerdijk, Emmen Toeschouwers: 8.301 Scheidsrechter: Siemen Mulder |
| Speelronde 28 3 april 2019 20:45 | Nicolás Tagliafico 62' (e.d.) Jafar Arias 87' | Verslag       | 9' Donny van de Beek 43' Daley Blind 51' 60' David Neres 58' Klaas-Jan Huntelaar | Stadion: De Oude Meerdijk, Emmen Toeschouwers: 8.301 Scheidsrechter: Siemen Mulder |
| Speelronde 28 3 april 2019 20:45 |                                               |               |                                                                                  | Stadion: De Oude Meerdijk, Emmen Toeschouwers: 8.301 Scheidsrechter: Siemen Mulder |
| Speelronde 28 3 april 2019 20:45 |                                               |               |                                                                                  | Stadion: De Oude Meerdijk, Emmen Toeschouwers: 8.301 Scheidsrechter: Siemen Mulder |
|                                  |                                               |               |                                                                                  |                                                                                    |

|                                  |                          |               |                                                                                   |                                                                                                |
| Speelronde 29 6 april 2019 18:30 | Willem II                | 1 – 4 (1 – 2) | Ajax                                                                              | Stadion: Koning Willem II Stadion, Tilburg Toeschouwers: 14.700 Scheidsrechter: Danny Makkelie |
| Speelronde 29 6 april 2019 18:30 | Alexander Isak 26' (pen) | Verslag       | 14' Donny van de Beek 41' (e.d.) Freek Heerkens 53' Joël Veltman 70' Hakim Ziyech | Stadion: Koning Willem II Stadion, Tilburg Toeschouwers: 14.700 Scheidsrechter: Danny Makkelie |
| Speelronde 29 6 april 2019 18:30 |                          |               |                                                                                   | Stadion: Koning Willem II Stadion, Tilburg Toeschouwers: 14.700 Scheidsrechter: Danny Makkelie |
| Speelronde 29 6 april 2019 18:30 |                          |               |                                                                                   | Stadion: Koning Willem II Stadion, Tilburg Toeschouwers: 14.700 Scheidsrechter: Danny Makkelie |
|                                  |                          |               |                                                                                   |                                                                                                |

N.B.: door deze overwinning werd Ajax de eerste ploeg sinds PSV in seizoen 1987-88 die nog voor de 30e speelronde 100 doelpunten wist te maken.
|                                   |                                                                                 |               |                                          |                                                                                             |
| Speelronde 30 13 april 2019 18:30 | Ajax                                                                            | 6 – 2 (3 – 1) | Excelsior                                | Stadion: Johan Cruijff Arena, Amsterdam Toeschouwers: 52.664 Scheidsrechter: Pol van Boekel |
| Speelronde 30 13 april 2019 18:30 | Klaas-Jan Huntelaar 10', 40', 65' Dušan Tadić 37', 60' (pen) Kasper Dolberg 75' | Verslag       | 42' Mounir El Hamdaoui 89' Jeffry Fortes | Stadion: Johan Cruijff Arena, Amsterdam Toeschouwers: 52.664 Scheidsrechter: Pol van Boekel |
| Speelronde 30 13 april 2019 18:30 |                                                                                 |               |                                          | Stadion: Johan Cruijff Arena, Amsterdam Toeschouwers: 52.664 Scheidsrechter: Pol van Boekel |
| Speelronde 30 13 april 2019 18:30 |                                                                                 |               |                                          | Stadion: Johan Cruijff Arena, Amsterdam Toeschouwers: 52.664 Scheidsrechter: Pol van Boekel |
|                                   |                                                                                 |               |                                          |                                                                                             |

|                                   |              |               |                         |                                                                                 |
| Speelronde 31 20 april 2019 18:30 | FC Groningen | 0 – 1 (0 – 0) | Ajax                    | Stadion: Euroborg, Groningen Toeschouwers: 22.288 Scheidsrechter: Dennis Higler |
| Speelronde 31 20 april 2019 18:30 |              | Verslag       | 78' Klaas-Jan Huntelaar | Stadion: Euroborg, Groningen Toeschouwers: 22.288 Scheidsrechter: Dennis Higler |
| Speelronde 31 20 april 2019 18:30 |              |               |                         | Stadion: Euroborg, Groningen Toeschouwers: 22.288 Scheidsrechter: Dennis Higler |
| Speelronde 31 20 april 2019 18:30 |              |               |                         | Stadion: Euroborg, Groningen Toeschouwers: 22.288 Scheidsrechter: Dennis Higler |
|                                   |              |               |                         |                                                                                 |

|                                   |                                                                       |               |                                        |                                                                                              |
| Speelronde 32 24 april 2019 20:45 | Ajax                                                                  | 4 – 2 (1 – 0) | Vitesse                                | Stadion: Johan Cruijff Arena, Amsterdam Toeschouwers: 52.869 Scheidsrechter: Jochem Kamphuis |
| Speelronde 32 24 april 2019 20:45 | Hakim Ziyech 41' Dušan Tadić 54' (pen) 80' (pen) Matthijs de Ligt 58' | Verslag       | 66' Navarone Foor 82' Oussama Darfalou | Stadion: Johan Cruijff Arena, Amsterdam Toeschouwers: 52.869 Scheidsrechter: Jochem Kamphuis |
| Speelronde 32 24 april 2019 20:45 |                                                                       |               |                                        | Stadion: Johan Cruijff Arena, Amsterdam Toeschouwers: 52.869 Scheidsrechter: Jochem Kamphuis |
| Speelronde 32 24 april 2019 20:45 |                                                                       |               |                                        | Stadion: Johan Cruijff Arena, Amsterdam Toeschouwers: 52.869 Scheidsrechter: Jochem Kamphuis |
|                                   |                                                                       |               |                                        |                                                                                              |

N.B.: door de 3 – 0 van Matthijs de Ligt werd het Ajax van dit seizoen de Eredivisieploeg die in één seizoen het meest wist te scoren in alle competities. Na deze wedstrijd heeft Ajax in dit seizoen in totaal 160 keer gescoord; het vorige record stond op naam van het AZ van seizoen 1980-81 met 158 doelpunten in alle competities.
|                                 |                                                                            |               |                    |                                                                                             |
| Speelronde 33 12 mei 2019 14:30 | Ajax                                                                       | 4 – 1 (2 – 1) | FC Utrecht         | Stadion: Johan Cruijff Arena, Amsterdam Toeschouwers: 53.520 Scheidsrechter: Pol van Boekel |
| Speelronde 33 12 mei 2019 14:30 | Klaas-Jan Huntelaar 15' Donny van de Beek 45+1' Dušan Tadić 75', 80' (pen) | Verslag       | 1' Othman Boussaid | Stadion: Johan Cruijff Arena, Amsterdam Toeschouwers: 53.520 Scheidsrechter: Pol van Boekel |
| Speelronde 33 12 mei 2019 14:30 |                                                                            |               |                    | Stadion: Johan Cruijff Arena, Amsterdam Toeschouwers: 53.520 Scheidsrechter: Pol van Boekel |
| Speelronde 33 12 mei 2019 14:30 |                                                                            |               |                    | Stadion: Johan Cruijff Arena, Amsterdam Toeschouwers: 53.520 Scheidsrechter: Pol van Boekel |
|                                 |                                                                            |               |                    |                                                                                             |

|                                 |                      |               |                                                                   |                                                                                        |
| Speelronde 34 15 mei 2019 19:30 | De Graafschap        | 1 – 4 (1 – 2) | Ajax                                                              | Stadion: De Vijverberg, Doetinchem Toeschouwers: 12.600 Scheidsrechter: Danny Makkelie |
| Speelronde 34 15 mei 2019 19:30 | Youssef El Jebli 40' | Verslag       | 37' Lasse Schöne 44' Nicolás Tagliafico 67' (pen) 87' Dušan Tadić | Stadion: De Vijverberg, Doetinchem Toeschouwers: 12.600 Scheidsrechter: Danny Makkelie |
| Speelronde 34 15 mei 2019 19:30 |                      |               |                                                                   | Stadion: De Vijverberg, Doetinchem Toeschouwers: 12.600 Scheidsrechter: Danny Makkelie |
| Speelronde 34 15 mei 2019 19:30 |                      |               |                                                                   | Stadion: De Vijverberg, Doetinchem Toeschouwers: 12.600 Scheidsrechter: Danny Makkelie |
|                                 |                      |               |                                                                   |                                                                                        |

### KNVB Beker
Wedstrijden
| Ronde          | Datum               | Wedstrijd              | Uitslag                          | Verslag |
| -------------- | ------------------- | ---------------------- | -------------------------------- | ------- |
| Eerste ronde   | wo 26-09-2018 20:45 | HVV Te Werve – Ajax    | 0 – 7                            | 1       |
| Tweede ronde   | wo 31-10-2018 20:45 | Ajax – Go Ahead Eagles | 3 – 0                            | 2       |
| Achtste finale | wo 19-12-2018 20:45 | Roda JC – Ajax         | 1 – 1 (n.v.) Ajax w.n.s. (2 – 4) | 3       |
| Kwartfinale    | do 24-01-2019 20:45 | Ajax – sc Heerenveen   | 3 – 1                            | 4       |
| Halve finale   | wo 27-02-2019 20:45 | Feyenoord – Ajax       | 0 – 3                            | 5       |
| Finale         | zo 05-05-2019 18:00 | Willem II – Ajax       | 0 – 4                            | 6       |

Wedstrijdverslagen
|                                          |              |               | | |
| Eerste ronde 26 september 2018 20:45 uur | HVV Te Werve | 0 – 7 (0 – 4) | Ajax | Stadion: Sportpark Duinwetering (terrein vv Noordwijk), Noordwijk Toeschouwers: 3.000 Scheidsrechter: Christiaan Bax |
| Eerste ronde 26 september 2018 20:45 uur |              | Verslag       | 10' Perr Schuurs 17' Kasper Dolberg 30' Donny van de Beek 38', 59' Zakaria Labyad 66' Jurgen Ekkelenkamp 82' Ryan Gravenberch | Stadion: Sportpark Duinwetering (terrein vv Noordwijk), Noordwijk Toeschouwers: 3.000 Scheidsrechter: Christiaan Bax |
| Eerste ronde 26 september 2018 20:45 uur |              |               | | Stadion: Sportpark Duinwetering (terrein vv Noordwijk), Noordwijk Toeschouwers: 3.000 Scheidsrechter: Christiaan Bax |
| Eerste ronde 26 september 2018 20:45 uur |              |               | | Stadion: Sportpark Duinwetering (terrein vv Noordwijk), Noordwijk Toeschouwers: 3.000 Scheidsrechter: Christiaan Bax |
|                                          |              |               | | |

|                                        |                                                            |               |                 |                                                                                         |
| Tweede ronde 31 oktober 2018 20:45 uur | Ajax                                                       | 3 – 0 (2 – 0) | Go Ahead Eagles | Stadion: Johan Cruijff ArenA, Amsterdam Toeschouwers: 43.884 Scheidsrechter: Kevin Blom |
| Tweede ronde 31 oktober 2018 20:45 uur | David Neres 35' Zakaria Labyad 38' Klaas-Jan Huntelaar 63' | Verslag       |                 | Stadion: Johan Cruijff ArenA, Amsterdam Toeschouwers: 43.884 Scheidsrechter: Kevin Blom |
| Tweede ronde 31 oktober 2018 20:45 uur |                                                            |               |                 | Stadion: Johan Cruijff ArenA, Amsterdam Toeschouwers: 43.884 Scheidsrechter: Kevin Blom |
| Tweede ronde 31 oktober 2018 20:45 uur |                                                            |               |                 | Stadion: Johan Cruijff ArenA, Amsterdam Toeschouwers: 43.884 Scheidsrechter: Kevin Blom |
|                                        |                                                            |               |                 |                                                                                         |

|                                           |                                                              |                                      |                                                                             |                                                                                                   |
| Achtste finale 19 december 2018 20:45 uur | Roda JC Kerkrade                                             | 1 – 1 (1 – 1, 1 – 1) n.v. 2 – 4 pen. | Ajax                                                                        | Stadion: Parkstad Limburg Stadion, Kerkrade Toeschouwers: 14.296 Scheidsrechter: Serdar Gözübüyük |
| Achtste finale 19 december 2018 20:45 uur | Mitchel Paulissen 36' (pen.)                                 | Verslag                              | 13' (pen.) Dušan Tadić                                                      | Stadion: Parkstad Limburg Stadion, Kerkrade Toeschouwers: 14.296 Scheidsrechter: Serdar Gözübüyük |
| Achtste finale 19 december 2018 20:45 uur | Strafschoppen                                                |                                      |                                                                             | Stadion: Parkstad Limburg Stadion, Kerkrade Toeschouwers: 14.296 Scheidsrechter: Serdar Gözübüyük |
| Achtste finale 19 december 2018 20:45 uur | Mario Engels Mitchel Paulissen Ognjen Gnjatić Niels Verburgh |                                      | Dušan Tadić Klaas-Jan Huntelaar Matthijs de Ligt Kasper Dolberg Daley Blind | Stadion: Parkstad Limburg Stadion, Kerkrade Toeschouwers: 14.296 Scheidsrechter: Serdar Gözübüyük |
|                                           |                                                              |                                      |                                                                             |                                                                                                   |

| |                                                 |               |                          | |
| Kwartfinale 24 januari 2019 20:45 uur                                                                               | Ajax                                            | 3 – 1 (3 – 0) | sc Heerenveen            | Stadion: Johan Cruijff ArenA, Amsterdam Toeschouwers: 43.819 Scheidsrechter: Kevin Blom Video-assistent: Bas Nijhuis |
| Kwartfinale 24 januari 2019 20:45 uur                                                                               | Noussair Mazraoui 3' Donny van de Beek 16', 38' | Verslag       | 84' Pelle van Amersfoort | Stadion: Johan Cruijff ArenA, Amsterdam Toeschouwers: 43.819 Scheidsrechter: Kevin Blom Video-assistent: Bas Nijhuis |
| Kwartfinale 24 januari 2019 20:45 uur                                                                               |                                                 |               |                          | Stadion: Johan Cruijff ArenA, Amsterdam Toeschouwers: 43.819 Scheidsrechter: Kevin Blom Video-assistent: Bas Nijhuis |
| Kwartfinale 24 januari 2019 20:45 uur                                                                               |                                                 |               |                          | Stadion: Johan Cruijff ArenA, Amsterdam Toeschouwers: 43.819 Scheidsrechter: Kevin Blom Video-assistent: Bas Nijhuis |
| Bijz.: Tijdens deze wedstrijd was het videoscherm buiten werking, waardoor er geen gebruik werd gemaakt van de VAR. |                                                 |               |                          | |

|                                         |           |               |                                                                   |                                                                                        |
| Halve finale 27 februari 2019 20:45 uur | Feyenoord | 0 – 3 (0 – 1) | Ajax                                                              | Stadion: Stadion Feijenoord, Rotterdam Toeschouwers: 47.500 Scheidsrechter: Kevin Blom |
| Halve finale 27 februari 2019 20:45 uur |           | Verslag       | 45' Matthijs de Ligt 49' Nicolás Tagliafico 65' Donny van de Beek | Stadion: Stadion Feijenoord, Rotterdam Toeschouwers: 47.500 Scheidsrechter: Kevin Blom |
| Halve finale 27 februari 2019 20:45 uur |           |               |                                                                   | Stadion: Stadion Feijenoord, Rotterdam Toeschouwers: 47.500 Scheidsrechter: Kevin Blom |
| Halve finale 27 februari 2019 20:45 uur |           |               |                                                                   | Stadion: Stadion Feijenoord, Rotterdam Toeschouwers: 47.500 Scheidsrechter: Kevin Blom |
|                                         |           |               |                                                                   |                                                                                        |

|                             |           |               |                                                                           |                                                                         |
| Finale 5 mei 2019 18:00 uur | Willem II | 0 – 4 (0 – 2) | Ajax                                                                      | Stadion: Stadion Feijenoord, Rotterdam Scheidsrechter: Serdar Gözübüyük |
| Finale 5 mei 2019 18:00 uur |           | Verslag       | 38' Daley Blind 39', 67' Klaas-Jan Huntelaar 76' Rasmus Nissen Kristensen | Stadion: Stadion Feijenoord, Rotterdam Scheidsrechter: Serdar Gözübüyük |
| Finale 5 mei 2019 18:00 uur |           |               |                                                                           | Stadion: Stadion Feijenoord, Rotterdam Scheidsrechter: Serdar Gözübüyük |
| Finale 5 mei 2019 18:00 uur |           |               |                                                                           | Stadion: Stadion Feijenoord, Rotterdam Scheidsrechter: Serdar Gözübüyük |
|                             |           |               |                                                                           |                                                                         |

N.B.: door deze overwinning won Ajax voor de 19e keer in de clubhistorie de KNVB Beker.

## Statistieken

### Doelpuntenmakers
| Nr.    | Naam                        | Goal |
| ------ | --------------------------- | ---- |
| 1.     | Dušan Tadić                 | 28   |
| 2.     | Hakim Ziyech                | 16   |
| 2.     | Klaas-Jan Huntelaar         | 16   |
| 4.     | Kasper Dolberg              | 11   |
| 5.     | Donny van de Beek           | 9    |
| 6.     | David Neres                 | 8    |
| 7.     | Daley Blind                 | 5    |
| 8.     | Lasse Schöne                | 5    |
| 9.     | Frenkie de Jong             | 3    |
| 9.     | Matthijs de Ligt            | 3    |
| 11.    | Nicolás Tagliafico          | 2    |
| 12.    | Zakaria Labyad              | 1    |
| 12.    | Noussair Mazraoui           | 1    |
| 12.    | Joël Veltman                | 1    |
|        | Eigen doelpunt tegenstander | 10   |
| Totaal | Totaal                      | 119  |

| Nr.    | Naam                | Goal |
| ------ | ------------------- | ---- |
| 1.     | Dušan Tadić         | 9    |
| 2.     | Hakim Ziyech        | 5    |
| 3.     | Klaas-Jan Huntelaar | 4    |
| 3.     | Donny van de Beek   | 4    |
| 5.     | Nicolás Tagliafico  | 3    |
| 5.     | David Neres         | 3    |
| 5.     | Matthijs de Ligt    | 3    |
| 8.     | Noussair Mazraoui   | 2    |
| 8.     | Lasse Schöne        | 2    |
| Totaal | Totaal              | 35   |

| Nr.    | Naam                     | Goal |
| ------ | ------------------------ | ---- |
| 1.     | Donny van de Beek        | 4    |
| 2.     | Zakaria Labyad           | 3    |
| 2.     | Klaas-Jan Huntelaar      | 3    |
| 4.     | Perr Schuurs             | 1    |
| 4.     | Kasper Dolberg           | 1    |
| 4.     | Jurgen Ekkelenkamp       | 1    |
| 4.     | Ryan Gravenberch         | 1    |
| 4.     | David Neres              | 1    |
| 4.     | Dušan Tadić              | 1    |
| 4.     | Noussair Mazraoui        | 1    |
| 4.     | Matthijs de Ligt         | 1    |
| 4.     | Nicolás Tagliafico       | 1    |
| 4.     | Daley Blind              | 1    |
| 4.     | Rasmus Nissen Kristensen | 1    |
| Totaal | Totaal                   | 21   |

Bijgewerkt t/m 12 mei 2019.